# Giải đua ô tô Công thức 1 Miami 2024
Giải đua ô tô Công thức 1 Miami 2024 (tên chính thức là Formula 1 Crypto.com Miami Grand Prix 2024) là một chặng đua Công thức 1 được tổ chức vào ngày 5 tháng 5 năm 2024 tại Trường đua quốc tế Miami ở Miami Gardens, Florida, Hoa Kỳ. Chặng đua này là chặng đua thứ sáu của Giải đua xe Công thức 1 2024.

## Bối cảnh
Giải đua ô tô Công thức 1 Miami được tổ chức vào cuối tuần từ ngày 3 đến ngày 5 tháng 5 tại Trường đua quốc tế Miami ở Miami Gardens, Florida. Đây là lần thứ ba trường đua này tổ chúc một chặng đua Công thức 1 trong lịch sử của mình. Giải đua ô tô Công thức 1 Miami là chặng đua thứ sáu của Giải đua xe Công thức 1 2024 và là phiên bản thứ ba của Giải đua ô tô Công thức 1 Miami. Giải đua ô tô Công thức 1 Miami là chặng đua thứ hai trong tổng số sáu chặng đua trong mùa giải áp dụng thể thức chặng đua nước rút.

### Bảng xếp hạng các tay đua và đội đua trước chặng đua
Sau Giải đua ô tô Công thức 1 Trung Quốc, Max Verstappen dẫn đầu bảng xếp hạng các tay đua với 110 điểm trước Sergio Pérez (85 điểm) với khoảng cách 25 điểm và người đứng thứ ba Charles Leclerc (76 điểm) với khoảng cách 34 điểm. Red Bull Racing dẫn đầu bảng xếp hạng các đội đua với 195 điểm, cách Ferrari (151 điểm) 44 điểm và cách McLaren (96 điểm) 99 điểm.

### Danh sách các tay đua và đội đua
Danh sách các tay đua và đội đua cho chặng đua này không có thay đổi nào so với danh sách các tay đua và đội đua tham gia mùa giải.

### Lựa chọn hợp chất lốp
Nhà cung cấp lốp xe Pirelli mang đến các hợp chất lốp C2, C3 và C4 (ba hợp chất lốp cứng nhất trong số các hợp chất lốp), lần lượt được tiêu chuẩn hóa là cứng (hard), trung bình (medium) và mềm (soft) để các đội sử dụng trong suốt sự kiện này.

### Án phạt
Daniel Ricciardo của RB nhận một án phạt vì vượt Nico Hülkenberg của Haas trong giai đoạn xe an toàn tại Giải đua ô tô Công thức 1 Trung Quốc trước đó, khiến anh bị tụt xuống ba vị trí xuất phát trong cuộc đua chính.

## Tường thuật

### Buổi đua thử
Buổi đua thử đầu tiên và duy nhất được tổ chức vào ngày 3 tháng 5 năm 2024 lúc 12:30 giờ địa phương (UTC–4). Max Verstappen của Red Bull Racing dẫn đầu trước Oscar Piastri của McLaren và Carlos Sainz jr. của Ferrari với thời gian nhanh nhất là 1:28,595 phút.

### Vòng phân hạng chặng đua nước rút
Vòng phân hạng chặng đua nước rút được tổ chức vào ngày 3 tháng 5 năm 2024 lúc 16:30 giờ địa phương (UTC–4), bao gồm ba phần với thời gian là 30 phút và các vị trí xuất phát cho chặng đua nước rút được xác định. Các tay đua có 12 phút ở phần đầu tiên (SQ1) để tiếp tục tham gia phần thứ hai (SQ2) của vòng phân hạng chặng đua nước rút. Tất cả các tay đua đạt được thời gian trong phần đầu tiên với thời gian tối đa 107% thời gian nhanh nhất được phép tham gia chặng đua nước rút. 15 tay đua dẫn đầu phần này lọt vào phần tiếp theo. Sau khi SQ1 kết thúc, Lando Norris của McLaren đứng đầu với thời gian nhanh nhất là 1:27,939 phút trong khi Pierre Gasly của Alpine, cả hai tay đua của Kick Sauber và cả hai tay đua của Williams bị loại.
Phần thứ hai (SQ2) kéo dài 10 phút và mười tay đua nhanh nhất của phần này đi tiếp vào phần thứ ba (SQ3) và cuối cùng của vòng phân hạng chặng đua nước rút. Sau khi SQ2 kết thúc, Norris của McLaren đứng đầu với thời gian nhanh nhất là 1:27,597 phút trong khi cả hai tay đua của Mercedes, Esteban Ocon của Alpine, Kevin Magnussen của Haas và Yuki Tsunoda của RB bị loại.
Phần thứ ba (SQ3) và cuối cùng kéo dài 8 phút, trong đó mười vị trí xuất phát đầu tiên được xác định sẵn cho chặng đua nước rút. Với thời gian nhanh nhất là 1:27,641 phút, Max Verstappen của Red Bull Racing giành vị trí pole cho chặng đua nước rút trước Charles Leclerc của Ferrari và Sergio Pérez của Red Bull Racing. Sau vòng phân hạng chặng đua nước rút, Valtteri Bottas của Kick Sauber bị tụt xuống ba vị trí xuất phát cho chặng đua nước rút vì cản trở Piastri của McLaren khiến anh bị tụt xuống vị trí thứ 20 từ vị trí thứ 18.

### Chặng đua nước rút
Chặng đua nước rút được tổ chức vào ngày 4 tháng 5 năm 2024 lúc 12:00 giờ địa phương (UTC–4).
Alexander Albon xuất phát chặng đua nước rút từ làn pit do thay đổi hệ thống treo lốp trong giai đoạn parc fermé. Sau khi chặng đua nước rút bắt đầu, Lando Norris dính vào một vụ va chạm giữa ba chiếc xe gồm Lewis Hamilton, Fernando Alonso và Lance Stroll, trong đó Stroll đẩy Alonso vào phía sau bên phải chiếc xe đua của Norris. Điều này đã khiến chiếc xe McLaren của Norris bị xoay trên đường đua, khiến nó bị hư hỏng ngay lập tức. Cuối cùng thì Norris cũng phải bỏ cuộc vì hỏng hóc đó. Tiếp theo đó, Alonso bị giảm hiệu suất và đồng đội của anh là Stroll đã phải bỏ cuộc. Ban quản lý chặng đua đã điều tra vụ va chạm này và xác định không có hành động gì thêm. Trong khi đó, Esteban Ocon đã nhận án phạt 10 giây vì va chạm với Charles Leclerc trước cuộc đua; Ocon đã phải thay mũi xe của mình. Ocon thực hiện hình phạt trong giai đoạn xe an toàn tiếp theo. Trong khi đó, Daniel Ricciardo đã giành lấy và giữ vững vị trí thứ ba sau khi tận dụng lỗi của Sergio Pérez sau giai đoạn xuất phát cho đến khi bị Pérez vượt qua ở vòng đua thứ 5. Trong suốt chặng đua nước rút, Ricciardo liên tục phải giữ vững vị trí thứ 4 của mình trước Carlos Sainz Jr. và Oscar Piastri, tay đua McLaren duy nhất còn lại trong chặng đua nước rút. Trong khi đó, Kevin Magnussen đang giữ vững vị trí của mình trước Lewis Hamilton. Hamilton bị đẩy khỏi đường đua trong khi Magnussen nhận hai án phạt 10 giây vì hành vì lái xe nguy hiểm. Yuki Tsunoda nhân cơ hội này để vượt cả hai xe. Hamilton đã nhận một hình phạt drive-through được chuyển thành hình phạt 20 giây do đua quá tốc độ trên làn pit trong giai đoạn xe an toàn.
Verstappen giành chiến thắng chặng đua nước rút trước Leclerc và đồng đội tại Red Bull Racing của mình là Pérez. Các tay đua còn lại ghi điểm trong chặng đua nước rút là Daniel Ricciardo, Sainz Jr., Piastri, Nico Hülkenberg và Tsunoda. Mặc dù Hamilton về đích ở vị trí thứ 8, nhưng anh nhận một án phạt drive-through chuyển thành một án phạt 20 giây vì đua quá tốc độ trên làn pit. Án phạt này khiến Hamilton bị tụt xuống vị trí thứ 16 từ vị trí thứ 8.

### Vòng phân hạng cuộc đua chính
Vòng phân hạng cuộc đua chính được tổ chức vào ngày 4 tháng 5 năm 2024 lúc 16:00 giờ địa phương (UTC–4) và bao gồm ba phần với thời gian là 45 phút và các vị trí xuất phát cho cuộc đua chính được xác định. Các tay đua có 18 phút ở phần đầu tiên (Q1) để tiếp tục tham gia phần thứ hai (Q2) của vòng phân hạng cuộc đua chính. Tất cả các tay đua đạt được thời gian trong phần đầu tiên với thời gian tối đa 107% thời gian nhanh nhất được phép tham gia cuộc đua chính. 15 tay đua dẫn đầu phần này lọt vào phần tiếp theo. Sau khi Q1 kết thúc, Max Verstappen của Red Bull Racing đứng đầu với thời gian nhanh nhất là 1:27,689 phút trong khi cả hai tay đua của Kick Sauber, Logan Sargeant của Williams, Daniel Ricciardo của RB và Kevin Magnussen của Haas bị loại.
Phần thứ hai (Q2) kéo dài 15 phút và mười tay đua nhanh nhất của phần này đi tiếp vào phần thứ ba (Q3) và cuối cùng của vòng phân hạng cuộc đua. Sau khi Q2 kết thúc, Charles Leclerc của Ferrari đứng đầu với thời gian nhanh nhất là 1:27,533 phút trong khi cả hai tay đua của Aston Martin, cả hai tay đua Alpine và Alexander Albon của Williams bị loại.
Phần thứ ba (Q3) và cuối cùng kéo dài 12 phút, trong đó mười vị trí xuất phát đầu tiên được xác định sẵn cho cuộc đua chính. Với thời gian nhanh nhất là 1:27,241 phút, Verstappen của Red Bull Racing giành vị trí pole cho cuộc đua chính trước Leclerc và Carlos Sainz Jr. của Ferrari. Verstappen đã giành được pole thứ bảy liên tiếp trong mùa giải này, trở thành tay đua đầu tiên làm được điều này kể từ Lewis Hamilton vào năm 2015 và là tay đua thứ hai giành được sáu vị trí pole đầu tiên trong một mùa giải kể từ Alain Prost năm 1993.

### Cuộc đua chính
Cuộc đua chính được tổ chức vào ngày 5 tháng 5 năm 2024 lúc 16:00 giờ địa phương (UTC–4) và bao gồm 57 vòng đua.
Max Verstappen đã dẫn đầu cuộc đua chính từ vòng mở màn ở vị trí pole trước khi vào làn pit để đổi lốp. Giai đoạn xe an toàn do Kevin Magnussen và Logan Sargeant kích hoạt đã khiến Lando Norris được hưởng lợi trong quá trình đổi lốp ở làn pit khi anh tái trở lại đường đua ở vị trí đầu tiên. Sau giai đoạn xe an toàn, Norris dẫn đầu cuộc đua chính cho đến hết khi tiếp tục nới rộng khoảng cách với Verstappen ở vị trí thứ hai và giành chiến thắng Công thức 1 đầu tiên, trước đó đã giữ kỷ lục số lần lên bục trao giải nhiều nhất mà không giành chiến thắng với 15 lần lên bục trao giải. Norris giành chiến thắng cuộc đua chính trước Verstappen và Leclerc. Chiến thắng này đồng thời cũng là chiến thắng đầu tiên của McLaren kể từ Giải đua ô tô Công thức 1 Ý 2021. Đây là chiến thắng đầu tiên của một tay đua người Anh và là chiến thắng đầu tiên của một đội do Mercedes cung cấp, kể từ São Paulo Grand Prix 2022, chiến thắng thuộc về Russell cho Mercedes. Bên cạnh đó, chiến thắng của Norris đã khiến anh vượt qua kỷ lục do Patrick Depailler, Mika Häkkinen, Eddie Irvine và Jean Alesi đồng nắm giữ về số lần lên bục trao giải trước khi chiến thắng lần đầu tiên. Các tay đua còn lại ghi điểm trong cuộc đua chính là Sergio Pérez, Carlos Sainz Jr., Lewis Hamilton, Yuki Tsunoda, George Russell, Fernando Alonso và Esteban Ocon. Ocon và Alpine ghi điểm lần đầu tiên trong mùa giải này.

## Kết quả

### Vòng phân hạng chặng đua nước rút
| Vị trí                   | Số xe | Tay đua          | Đội đua                      | SQ1      | SQ2                 | SQ3      | Vị trí xuất phát |
| ------------------------ | ----- | ---------------- | ---------------------------- | -------- | ------------------- | -------- | ---------------- |
| 1                        | 1     | Max Verstappen   | Red Bull Racing-Honda RBPT   | 1:28,194 | 1:28,001            | 1:27,641 | 1                |
| 2                        | 16    | Charles Leclerc  | Ferrari                      | 1:28,537 | 1:27,977            | 1:27,749 | 2                |
| 3                        | 11    | Sergio Pérez     | Red Bull Racing-Honda RBPT   | 1:28,681 | 1:27,865            | 1:27,876 | 3                |
| 4                        | 3     | Daniel Ricciardo | RB-Honda RBPT                | 1:28,700 | 1:28,122            | 1:28,044 | 4                |
| 5                        | 55    | Carlos Sainz Jr. | Ferrari                      | 1:28,435 | 1:28,262            | 1:28,103 | 5                |
| 6                        | 81    | Oscar Piastri    | McLaren-Mercedes             | 1:28,056 | 1:28,163            | 1:28,161 | 6                |
| 7                        | 18    | Lance Stroll     | Aston Martin Aramco-Mercedes | 1:28,807 | 1:28,323            | 1:28,375 | 7                |
| 8                        | 14    | Fernando Alonso  | Aston Martin Aramco-Mercedes | 1:28,192 | 1:28,189            | 1:28,419 | 8                |
| 9                        | 4     | Lando Norris     | McLaren-Mercedes             | 1:27,939 | 1:27,597            | 1:28,472 | 9                |
| 10                       | 27    | Nico Hülkenberg  | Haas-Ferrari                 | 1:29,040 | 1:28,330            | 1:28,476 | 10               |
| 11                       | 63    | George Russell   | Mercedes                     | 1:28,387 | 1:28,343            | –        | 11               |
| 12                       | 44    | Lewis Hamilton   | Mercedes                     | 1:28,736 | 1:28,371            | –        | 12               |
| 13                       | 31    | Esteban Ocon     | Alpine-Renault               | 1:28,873 | 1:28,379            | –        | 13               |
| 14                       | 20    | Kevin Magnussen  | Haas-Ferrari                 | 1:28,377 | 1:28,614            | –        | 14               |
| 15                       | 22    | Yuki Tsunoda     | RB-Honda RBPT                | 1:28,687 | Không lập thời gian | –        | 15               |
| 16                       | 10    | Pierre Gasly     | Alpine-Renault               | 1:29,185 | –                   | –        | 16               |
| 17                       | 24    | Chu Quán Vũ      | Kick Sauber-Ferrari          | 1:29,267 | –                   | –        | 17               |
| 18                       | 77    | Valtteri Bottas  | Kick Sauber-Ferrari          | 1:29,360 | –                   | –        | 191              |
| 19                       | 2     | Logan Sargeant   | Williams-Mercedes            | 1:29,551 | –                   | –        | 18               |
| 20                       | 23    | Alexander Albon  | Williams-Mercedes            | 1:29,858 | –                   | –        | Làn pit2         |
| Thời gian 107%: 1:34,094 |       |                  |                              |          |                     |          |                  |

Ghi chú
- ^1  – Valtteri Bottas vượt qua vòng phân hạng ở vị trí thứ 18 nhưng bị tụt xuống ba vị trí xuất phát cho chặng đua nước rút vì cản trở Piastri.[11]
- ^2  – Alexander Albon vượt qua vòng phân hạng ở vị trí thứ 20 nhưng phải xuất phát chặng đua nước rút từ làn pit vì chiếc xe đua của anh được thay đổi trong điều kiện parc fermé.[20]

### Chặng đua nước rút
| Vị trí                                                                                            | Số xe | Tay đua          | Đội đua                      | Số vòng | Thời gian/ Bỏ cuộc | Vị trí xuất phát | Số điểm |
| ------------------------------------------------------------------------------------------------- | ----- | ---------------- | ---------------------------- | ------- | ------------------ | ---------------- | ------- |
| 1                                                                                                 | 1     | Max Verstappen   | Red Bull Racing-Honda RBPT   | 19      | 31:31,383          | 1                | 8       |
| 2                                                                                                 | 16    | Charles Leclerc  | Ferrari                      | 19      | + 3,371            | 2                | 7       |
| 3                                                                                                 | 11    | Sergio Pérez     | Red Bull Racing-Honda RBPT   | 19      | + 5,095            | 3                | 6       |
| 4                                                                                                 | 3     | Daniel Ricciardo | RB-Honda RBPT                | 19      | + 14,971           | 4                | 5       |
| 5                                                                                                 | 55    | Carlos Sainz Jr. | Ferrari                      | 19      | + 15,222           | 5                | 4       |
| 6                                                                                                 | 81    | Oscar Piastri    | McLaren-Mercedes             | 19      | + 15,750           | 6                | 3       |
| 7                                                                                                 | 27    | Nico Hülkenberg  | Haas-Ferrari                 | 19      | + 22,054           | 10               | 2       |
| 8                                                                                                 | 22    | Yuki Tsunoda     | RB-Honda RBPT                | 19      | + 29,816           | 15               | 1       |
| 9                                                                                                 | 10    | Pierre Gasly     | Alpine-Renault               | 19      | + 31,880           | 16               |         |
| 10                                                                                                | 2     | Logan Sargeant   | Williams-Mercedes            | 19      | + 34,355           | 18               |         |
| 11                                                                                                | 24    | Chu Quán Vũ      | Kick Sauber-Ferrari          | 19      | + 35,078           | 17               |         |
| 12                                                                                                | 63    | George Russell   | Mercedes                     | 19      | + 35,755           | 11               |         |
| 13                                                                                                | 23    | Alexander Albon  | Williams-Mercedes            | 19      | + 36,086           | Làn pit          |         |
| 14                                                                                                | 77    | Valtteri Bottas  | Kick Sauber-Ferrari          | 19      | + 36,892           | 19               |         |
| 15                                                                                                | 31    | Esteban Ocon     | Alpine-Renault               | 19      | + 37,740           | 13               |         |
| 16                                                                                                | 44    | Lewis Hamilton   | Mercedes                     | 19      | + 49,3471          | 12               |         |
| 17                                                                                                | 14    | Fernando Alonso  | Aston Martin Aramco-Mercedes | 19      | + 59,409           | 8                |         |
| 18                                                                                                | 20    | Kevin Magnussen  | Haas-Ferrari                 | 19      | + 1:06,3032        | 14               |         |
| Bỏ cuộc                                                                                           | 18    | Lance Stroll     | Aston Martin Aramco-Mercedes | 1       | Xe hỏng do va chạm | 7                |         |
| Bỏ cuộc                                                                                           | 4     | Lando Norris     | McLaren-Mercedes             | 0       | Va chạm            | 9                |         |
| Vòng đua nhanh nhất: Max Verstappen (Red Bull Racing-Honda RBPT) - 1:30,415 phút (vòng đua thứ 4) |       |                  |                              |         |                    |                  |         |

Ghi chú
- ^1  – Lewis Hamilton về đích ở vị trí thứ 8 nhưng nhận một án phạt drive-through chuyển thành một án phạt 20 giây vì đua quá tốc độ trên làn pit. Án phạt này khiến Hamilton bị tụt xuống vị trí thứ 16 từ vị trí thứ 8.[14]
- ^2  – Kevin Magnussen về đích ở vị trí thứ 10 nhưng nhận ba án phạt 10 giây và một án phạt 5 giây, ba án phạt 10 giây vì rời đường đua để đạt được lợi thế và một án phạt 5 giây vì vượt quá ranh giới đường đua. Tất cả các án phạt này khiến Magnussen bị tụt xuống vị trí thứ 18 từ vị trí thứ 10.[14]

### Vòng phân hạng cuộc đua chính
| Vị trí                   | Số xe | Tay đua          | Đội đua                      | Q1       | Q2       | Q3       | Vị trí xuất phát |
| ------------------------ | ----- | ---------------- | ---------------------------- | -------- | -------- | -------- | ---------------- |
| 1                        | 1     | Max Verstappen   | Red Bull Racing-Honda RBPT   | 1:27,689 | 1:27,566 | 1:27,241 | 1                |
| 2                        | 16    | Charles Leclerc  | Ferrari                      | 1:28,081 | 1:27,533 | 1:27,382 | 2                |
| 3                        | 55    | Carlos Sainz Jr. | Ferrari                      | 1:27,937 | 1:27,941 | 1:27,455 | 3                |
| 4                        | 11    | Sergio Pérez     | Red Bull Racing-Honda RBPT   | 1:27,772 | 1:27,839 | 1:27,460 | 4                |
| 5                        | 4     | Lando Norris     | McLaren-Mercedes             | 1:27,913 | 1:27,871 | 1:27,594 | 5                |
| 6                        | 81    | Oscar Piastri    | McLaren-Mercedes             | 1:28,032 | 1:27,721 | 1:27,675 | 6                |
| 7                        | 63    | George Russell   | Mercedes                     | 1:28,159 | 1:28,095 | 1:28,067 | 7                |
| 8                        | 44    | Lewis Hamilton   | Mercedes                     | 1:28,167 | 1:27,697 | 1:28,107 | 8                |
| 9                        | 27    | Nico Hülkenberg  | Haas-Ferrari                 | 1:28,383 | 1:28,200 | 1:28,146 | 9                |
| 10                       | 22    | Yuki Tsunoda     | RB-Honda RBPT                | 1:28,324 | 1:28,167 | 1:28,192 | 10               |
| 11                       | 18    | Lance Stroll     | Aston Martin Aramco-Mercedes | 1:28,177 | 1:28,222 | –        | 11               |
| 12                       | 10    | Pierre Gasly     | Alpine-Renault               | 1:27,976 | 1:28,324 | –        | 12               |
| 13                       | 31    | Esteban Ocon     | Alpine-Renault               | 1:28,209 | 1:28,371 | –        | 13               |
| 14                       | 23    | Alexander Albon  | Williams-Mercedes            | 1:28,343 | 1:28,413 | –        | 14               |
| 15                       | 14    | Fernando Alonso  | Aston Martin Aramco-Mercedes | 1:28,453 | 1:28,427 | –        | 15               |
| 16                       | 77    | Valtteri Bottas  | Kick Sauber-Ferrari          | 1:28,463 | –        | –        | 16               |
| 17                       | 2     | Logan Sargeant   | Williams-Mercedes            | 1:28,487 | –        | –        | 17               |
| 18                       | 3     | Daniel Ricciardo | RB-Honda RBPT                | 1:28,617 | –        | –        | 201              |
| 19                       | 20    | Kevin Magnussen  | Haas-Ferrari                 | 1:28,619 | –        | –        | 18               |
| 20                       | 24    | Chu Quán Vũ      | Kick Sauber-Ferrari          | 1:28,824 | –        | –        | 19               |
| Thời gian 107%: 1:33,827 |       |                  |                              |          |          |          |                  |

Ghi chú
- ^1  – Daniel Ricciardo vượt qua vòng phân hạng ở vị trí thứ 18 nhưng bị tụt xuống ba vị trí xuất phát cho cuộc đua chính vì vượt qua Nico Hülkenberg trong giai đoạn xe an toàn tại chặng đua trước đó ở Trung Quốc.[7][21]

### Cuộc đua chính
| Vị trí                                                                                  | Số xe | Tay đua          | Đội đua                      | Số vòng | Thời gian/ Bỏ cuộc | Vị trí xuất phát | Số điểm |
| --------------------------------------------------------------------------------------- | ----- | ---------------- | ---------------------------- | ------- | ------------------ | ---------------- | ------- |
| 1                                                                                       | 4     | Lando Norris     | McLaren-Mercedes             | 57      | 1:30:49,876        | 5                | 25      |
| 2                                                                                       | 1     | Max Verstappen   | Red Bull Racing-Honda RBPT   | 57      | + 7,612            | 1                | 18      |
| 3                                                                                       | 16    | Charles Leclerc  | Ferrari                      | 57      | + 9,920            | 2                | 15      |
| 4                                                                                       | 11    | Sergio Pérez     | Red Bull Racing-Honda RBPT   | 57      | + 14,650           | 4                | 12      |
| 5                                                                                       | 55    | Carlos Sainz Jr. | Ferrari                      | 57      | + 16,4071          | 3                | 10      |
| 6                                                                                       | 44    | Lewis Hamilton   | Mercedes                     | 57      | + 16,585           | 8                | 8       |
| 7                                                                                       | 22    | Yuki Tsunoda     | RB-Honda RBPT                | 57      | + 26,185           | 10               | 6       |
| 8                                                                                       | 63    | George Russell   | Mercedes                     | 57      | + 34,789           | 7                | 4       |
| 9                                                                                       | 14    | Fernando Alonso  | Aston Martin Aramco-Mercedes | 57      | + 37,107           | 15               | 2       |
| 10                                                                                      | 31    | Esteban Ocon     | Alpine-Renault               | 57      | + 39,746           | 13               | 1       |
| 11                                                                                      | 27    | Nico Hülkenberg  | Haas-Ferrari                 | 57      | + 40,789           | 9                |         |
| 12                                                                                      | 10    | Pierre Gasly     | Alpine-Renault               | 57      | + 44,958           | 12               |         |
| 13                                                                                      | 81    | Oscar Piastri    | McLaren-Mercedes             | 57      | + 49,756           | 6                |         |
| 14                                                                                      | 24    | Chu Quán Vũ      | Kick Sauber-Ferrari          | 57      | + 49,979           | 19               |         |
| 15                                                                                      | 3     | Daniel Ricciardo | RB-Honda RBPT                | 57      | + 50,956           | 20               |         |
| 16                                                                                      | 77    | Valtteri Bottas  | Kick Sauber-Ferrari          | 57      | + 52,356           | 16               |         |
| 17                                                                                      | 18    | Lance Stroll     | Aston Martin Aramco-Mercedes | 57      | + 55,1732          | 11               |         |
| 18                                                                                      | 23    | Alexander Albon  | Williams-Mercedes            | 57      | + 1:16,091         | 14               |         |
| 19                                                                                      | 20    | Kevin Magnussen  | Haas-Ferrari                 | 57      | + 1:24,6833        | 18               |         |
| Bỏ cuộc                                                                                 | 2     | Logan Sargeant   | Williams-Mercedes            | 27      | Va chạm            | 17               |         |
| Vòng đua nhanh nhất: Oscar Piastri (McLaren-Mercedes) - 1:30,643 phút (vòng đua thứ 43) |       |                  |                              |         |                    |                  |         |
| Tay đua xuất sắc nhất cuộc đua: Lando Norris (McLaren), 41,1% số phiếu bầu              |       |                  |                              |         |                    |                  |         |

Ghi chú
- ^1  – Carlos Sainz Jr. về đích ở vị trí thứ 4 nhưng nhận một án phạt 5 giây vì gây ra vụ va chạm với Oscar Piastri. Án phạt này khiến Sainz Jr. bị tụt xuống vị trí thứ 5 từ vị trí thứ 4.[22]
- ^2  – Lance Stroll về đích ở vị trí thứ 13 nhưng nhận một án phạt 10 giây vì rời đường đua để đạt được lợi thế. Án phạt này khiến Stroll bị tụt xuống vị trí thứ 17 từ vị trí thứ 13.[22]
- ^3  – Kevin Magnussen về đích ở vị trí thứ 18 nhưng nhận một án phạt 10 giây vì gây ra vụ va chạm với Logan Sargeant. Bên cạnh đó, Magnussen còn nhận thêm một án phạt drive-through sau cuộc đua chính chuyển thành một án phạt 20 giây vì không đổi lốp khi vào làn pit. Những án phạt này khiến Magnussen bị tụt xuống vị trí thứ 19 từ vị trí thứ 18.[22]

## Bảng xếp hạng sau chặng đua

### Bảng xếp hạng các tay đua
| Vị trí | Tay đua          | Đội đua                      | Số điểm | Thay đổi vị trí |
| ------ | ---------------- | ---------------------------- | ------- | --------------- |
| 1      | Max Verstappen   | Red Bull Racing-Honda RBPT   | 136     | +/-0            |
| 2      | Sergio Pérez     | Red Bull Racing-Honda RBPT   | 103     | +/-0            |
| 3      | Charles Leclerc  | Ferrari                      | 98      | +/-0            |
| 4      | Lando Norris     | McLaren-Mercedes             | 83      | 1               |
| 5      | Carlos Sainz Jr. | Ferrari                      | 83      | 1               |
| 6      | Oscar Piastri    | McLaren-Mercedes             | 41      | +/-0            |
| 7      | George Russell   | Mercedes                     | 37      | +/-0            |
| 8      | Fernando Alonso  | Aston Martin Aramco-Mercedes | 33      | +/-0            |
| 9      | Lewis Hamilton   | Mercedes                     | 27      | +/-0            |
| 10     | Yuki Tsunoda     | RB-Honda RBPT                | 14      | 1               |

- Lưu ý: Chỉ có mười vị trí đứng đầu được liệt kê trên bảng xếp hạng này.

### Bảng xếp hạng các đội đua
| Vị trí | Đội đua                      | Số điểm | Thay đổi vị trí |
| ------ | ---------------------------- | ------- | --------------- |
| 1      | Red Bull Racing-Honda RBPT   | 239     | +/-0            |
| 2      | Ferrari                      | 187     | +/-0            |
| 3      | McLaren-Mercedes             | 124     | +/-0            |
| 4      | Mercedes                     | 64      | +/-0            |
| 5      | Aston Martin Aramco-Mercedes | 42      | +/-0            |
| 6      | RB-Honda RBPT                | 19      | +/-0            |
| 7      | Haas-Ferrari                 | 7       | +/-0            |
| 8      | Alpine-Renault               | 1       | 1               |
| 9      | Williams-Mercedes            | 0       | 1               |
| 10     | Kick Sauber-Ferrari          | 0       | +/-0            |